# والتر اور
والتر اور (استونیایی: Valter Ever; ۶ نوامبر ۱۹۰۲ – ۱۰ ژوئیهٔ ۱۹۸۲) ورزشکار دو و میدانی اهل استونی بود. وی در بازی‌های المپیک تابستانی ۱۹۲۴ در رشته‌های پرش ارتفاع، پرش با نیزه، پرش طول و دهگانه است.